# Episodi di October Road (prima stagione)
La prima stagione della serie televisiva October Road è stata trasmessa in prima visione negli Stati Uniti dalla ABC dal 15 marzo al 26 aprile 2007. In Italia è stata trasmessa in prima visione dalla Fox dal 25 marzo al 29 aprile 2008.
| nº | Titolo originale                             | Titolo italiano               | Prima TV USA   | Prima TV Italia |
| -- | -------------------------------------------- | ----------------------------- | -------------- | --------------- |
| 1  | Pilot                                        | Ritorno a Knights Ridge       | 15 marzo 2007  | 25 marzo 2008   |
| 2  | The Pros and Cons of Upsetting the Applecart | L'allergia rivelatrice        | 22 marzo 2007  | 1º aprile 2008  |
| 3  | Tomorrow's So Far Away                       | Il domani è troppo lontano    | 29 marzo 2007  | 8 aprile 2008   |
| 4  | Secrets and Guys                             | Segreti e bugie               | 5 aprile 2007  | 15 aprile 2008  |
| 5  | Forever. Until Now                           | Per sempre, finora            | 19 aprile 2007 | 22 aprile 2008  |
| 6  | Best Friend Windows                          | L'assurda bellezza delle cose | 26 aprile 2007 | 29 aprile 2008  |

## Ritorno a Knights Ridge
- Titolo originale: Pilot
- Diretto da: Gary Fleder
- Scritto da: Scott Rosenberg, Andrè Nemec e Josh Applebaum

### Trama
Dieci anni dopo la sua partenza, Nick Garrett ritorna a Knights Ridge per tenere un seminario al Dufresne College, ritenendo l'occasione l'ideale per valutare i cambiamenti avvenuti in città. Dopo aver ferito le persone che amava rivelando i loro segreti in un libro diventato un best seller, Nick cerca di affrontare i demoni del suo passato e di portare avanti la sua vita.
- Altri interpreti: Dalton Cole (Casper Cataldo), Lee Norris (Ian), Bo Mitchell (Doodie), Blake Michael (Ronnie da giovane), Mary-Charles Jones (Caitlin Rowan), Richard Reed (Giovane poliziotto), Melissa Ponzio (Giovane ragazza), Desiree Marie Velez (Donna portoricana), Bill Bellamy (Stratton Lord), Justin Albano (Jasper Cataldo), Nicholas Pryor (Bennett Goldman), Bill Nunn (Leslie Etwood)

## L'allergia rivelatrice
- Titolo originale: The Pros and Cons of Upsetting the Applecart
- Diretto da: Gary Fleder
- Scritto da: Scott Rosenberg, Andrè Nemec e Josh Applebaum

### Trama
Nick decide di fermarsi a Knights Ridge e cerca ci convincere Leslie Etwood a dargli un impiego nel college locale, ma Eddie cerca di far in modo che Nick se ne vada nuovamente e ricorre ad Aubrey. Ikey si dispiace di vedere Allison ed Owen insieme ad una festa annuale. Hannah si infuria quando scopre che Il Comandante si era recato a trovarla alla clinica veterinaria solo per scoprire se Sam sia il figlio di Nick oppure no. 
- Altri interpreti: Penny Johnson Jerald (Leslie Etwood), Jonathan Murphy (Ronnie Garrett), Rebecca Field (Janet Meadows), Elizabeth Bogush (Alison Rowan), Bo Mitchell (Doodie), John Malloy (signor Pinella), Rachel Miner (Darcy), Jason Horgan (Fitzy), Phillip DeVona (Ginzo), Sandra Lafferty (Mrs. Weiner), Dalton Cole (Casper Cataldo), Justin Albano (Jasper Cataldo)

## Il domani è troppo lontano
- Titolo originale: Tomorrow's So Far Away
- Diretto da: Gary Fleder
- Scritto da: Victoria Strouse

### Trama
Nick aiuta Sam ad agganciare una ragazza con una tecnica descritta nel suo romanzo. Phil il Metafisico prende una cotta per una fattorina della pizza. Ray vuole comprare una casa con Hannah che, nel frattempo, si rende conto di provare ancora dei sentimenti per Nick. Janet inizia a temere che Eddie possa essere imbarazzato per averle chiesto un appuntamento.
- Altri interpreti: Lindy Booth (Ragazza delle pizze), Elizabeth Bogush (Alison Rowan), Rebecca Field (Janet Meadows), Justin Albano (Jasper Cataldo), Dalton Cole (Casper Cataldo), Mary-Charles Jones (Caitlin Rowan), Jake Edwards (Connor Rowan), Kathryn Firago (Cameriera), Ric Reitz (Preside Harrison), Judy Leavell (signora Eichorn), Lauren Gibson (Amanda Brynner), Blair Redford (Ross St. Marie), Bo Mitchell (Doodie)

## Segreti e bugie
- Titolo originale: Secrets and Guys
- Diretto da: Michael Schultz
- Scritto da: Scott Rosenberg, Andrè Nemec e Josh Applebaum

### Trama
Hannah e Janet mandano Sam in una missione segreta che porterà ad un finale tragico; il segreto de Il Comandante viene scoperto da Nick e Ronnie mentre Ikey ed Eddie vanno su tutte le furie quando scoprono che Big Cat ha rubato loro tutti i clienti. Phil il Metafisico organizza il suo appuntamento con la ragazza delle pizze.
- Altri interpreti: Penny Johnson Jerald (Leslie Etwood), Lindy Booth (Ragazza delle pizze), Elizabeth Bogush (Alison Rowan), Rebecca Field (Janet Meadows), Jonathan Murphy (Ronnie Garrett), Judy Leavell (signora Eichorn)

## Per sempre, finora
- Titolo originale: Forever. Until Now
- Diretto da: David Paymer
- Scritto da: Scott Rosenberg, Andrè Nemec e Josh Applebaum

### Trama
Nick ed Hannah attendono che Sam esca dalla sala operatoria mentre Eddie cerca di affrontare le conseguenze dell'aver mancato l'appuntamento con Janet. Ikey ed Alison giungono ad un accordo sulla loro relazione segreta; nel frattempo Phil il metafisico escogita un modo per farla pagare ai ragazzi della confraternita che hanno disturbato la ragazza delle pizze.
- Altri interpreti: Lindy Booth (Ragazza delle pizze), Elizabeth Bogush (Alison Rowan), Penny Johnson Jerald (Leslie Etwood), Rebecca Field (Janet Meadows), Debra Nelson (Infermiera), Wilbur Fitzgerald (Dottore), Dane Davenport (Chug), Bill Cobbs (signor Bolivar)

## L'assurda bellezza delle cose
- Titolo originale: Best Friend Windows
- Diretto da: Gary Fleder
- Scritto da: Scott Rosenberg, Andrè Nemec e Josh Applebaum

### Trama
Nick è diviso tra Aubrey ed Hannah quando Aubrey gli chiede spiegazioni sulla sua relazione con la donna e con lei stessa; nel frattempo, un visitatore inatteso si presenta da Nick. Eddie ha una strana reazione ad una festa dei suoi amici, Phil il Metafisico compie una decisione che cambia la sua vita e Ray informa Owen della relazione segreta tra Alison ed Ikey.
- Altri interpreti: Jonathan Murphy (Ronnie Garrett), Rebecca Field (Janet Meadows), Lindy Booth (Ragazza delle pizze), Elizabeth Bogush (Alison Rowan), Penny Johnson Jerald (Leslie Etwood), Reed Diamond (Gavin Goddard), Charles Black (Lavoratore locale), Bo Mitchell (Doodie), David Galbraith (Tizio delle pizze)